# 日野川 (滋賀県)
日野川（ひのがわ）は、滋賀県中部（湖東地域）を流れる淀川水系の一級河川。

## 地理
鈴鹿山脈の綿向山（標高1,110m）に発し、蒲生郡を北西流。下流では近江八幡市と野洲市の境界となりつつ琵琶湖へ注ぐ。2つの洪水調節用ダムと3つのかんがい用ため池があり、設置の古い順から、北溜（日野町仁本木）、横井溜（日野町北畑）、鎌掛池（日野町薬師前）、日野川ダム（日野町村井）、蔵王ダム（日野町蔵王）となっている。

## 流域の自治体
滋賀県
蒲生郡日野町、東近江市、蒲生郡竜王町、近江八幡市、野洲市

## 主な支流
- 出雲川
- 佐久良川
- 祖父川
- 善光寺川

## 並行する交通

### 道路
- 国道477号